# Pedioplanis haackei
Espèce
Pedioplanis haackei est une espèce de sauriens de la famille des Lacertidae.

## Répartition
Cette espèce est endémique de la province de Namibe en Angola

## Étymologie
Cette espèce est nommée en l'honneur de Wulf Dietrich Haacke.

## Publication originale
- Conradie, Measey, Branch & Tolley, 2012 : Revised phylogeny of African sand lizards (Pedioplanis), with the description of two new species from south-western Angola. African Journal of Herpetology, vol. 61, no 2, p. 91-112.